# Claudio Vacca
Claudio Vacca (Capital Federal, Argentina, 24 de octubre de 1915 - ibídem, 28 de enero de 1995) fue un futbolista argentino que se desempeñaba en la posición de arquero.
Surgido como futbolista en el Club Atlético Huracán, arribó al Club Atlético Boca Juniors en el año 1938 e integró las filas del equipo «xeneize» durante 12 años, hasta 1950, aunque de manera interrumpida. Luego siguió ligado en la vida política institucional de Boca Juniors, por ejemplo en 1956 fue Vocal titular de la Comisión Directiva de ese año. 
Con el «xeneize» conquistó un total de 6 títulos, entre los cuales se destacan dos títulos de Primera División Argentina, el Campeonato de Primera de 1943 y el Campeonato de Primera de 1944. Además de 3 copas nacionales y un torneo internacional organizado por las asociaciones AFA-AUF.
Es considerado un símbolo e ídolo del club «xeneize» en la década de 1940.
Fue internacional con la Selección de Fútbol de Argentina en un total de 7 ocasiones. Con la «albiceleste» se consagró campeón de la Copa América en su edición de 1946 (en aquel momento el torneo se denominaba "Campeonato Sudamericano").
Culminó su carrera en el Defensor Sporting de Uruguay, club en donde se retiró de manera profesional. Es recordado como uno de los más grandes arqueros en la historia del Club Atlético Boca Juniors.

## Biografía
Se destacaba como arquero.

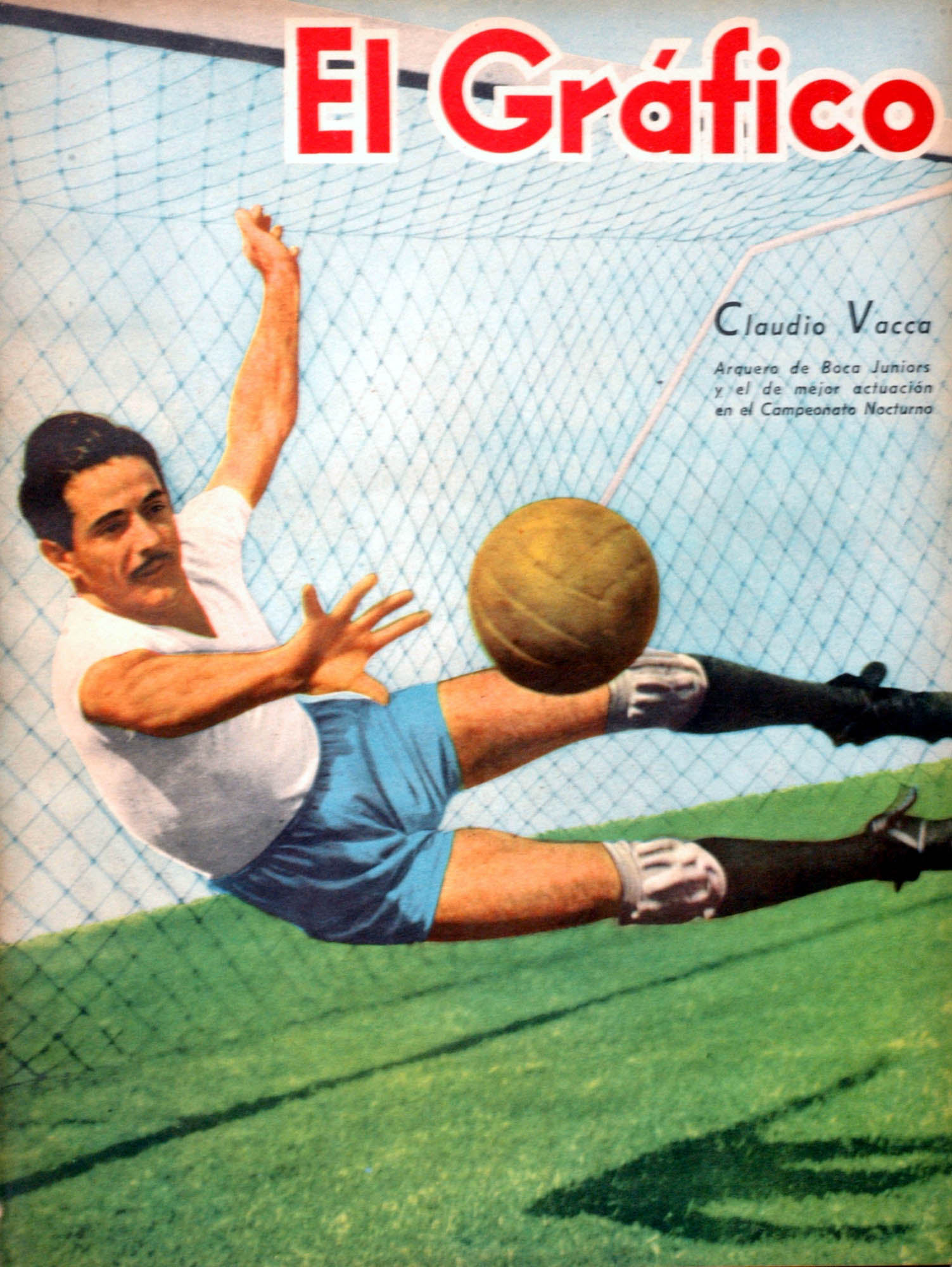
Claudio Vacca en 1943.

Ganó 6 títulos con el club de la ribera (Campeonatos 1943 y 1944; Copa Dr. Carlos Ibarguren 1940 y 1944; Copa de Competencia Británica y Copa de Confraternidad Escobar-Gerona 1946). Desde el 16 de diciembre de 1945 (victoria 4-3 ante Brasil) vistió 7 veces la camiseta de la selección, recibiendo 12 goles.
Llegó desde Huracán, pero como también llegó de ahí Estrada, se fue un año a Atlanta. Luego, desde 1943, fue titular y no abandonó el puesto. Elástico, atajador, seguro con las manos, un gran arquero que integró el equipo que le disputó la hegemonía a la máquina de River. Postergó a otro gran guardavalla, como Obdulio Diano, tanto en Boca como la selección. Siguió su carrera en Defensor de Montevideo.
En 1954 fue dirigente de Boca Juniors, ocupando el cargo de vocal. en 1959 asumió como el director técnico de la primera del equipo, pero no duró demasiado tiempo.
Falleció en 1995 a la edad de 80 años.

### Participaciones en la Copa América
| Copa              | Sede      | Resultado |
| ----------------- | --------- | --------- |
| Copa América 1946 | Argentina | Campeón   |

### Clubes como entrenador
| Año  | Club         | País      |
| ---- | ------------ | --------- |
| 1959 | Boca Juniors | Argentina |

## Palmarés

### Campeonatos nacionales
| Título                        | Club         | País      | Año  |
| ----------------------------- | ------------ | --------- | ---- |
| Copa Carlos Ibarguren         | Boca Juniors | Argentina | 1940 |
| Primera División              | Boca Juniors | Argentina | 1943 |
| Copa Carlos Ibarguren         | Boca Juniors | Argentina | 1944 |
| Primera División              | Boca Juniors | Argentina | 1944 |
| Copa de Competencia Británica | Boca Juniors | Argentina | 1946 |

### Campeonatos internacionales
| Título                                | Equipo              | Sede final | Año  |
| ------------------------------------- | ------------------- | ---------- | ---- |
| Copa de Confraternidad Escobar-Gerona | Boca Juniors        | Argentina  | 1946 |
| Copa América                          | Selección Argentina | Argentina  | 1946 |